# Hyperolius balfouri
Hyperolius balfouri es una especie de anfibios de la familia Hyperoliidae.
Habita en Camerún, República Centroafricana, República Democrática del Congo, Etiopía, Kenia, Sudán, Uganda, posiblemente Chad y posiblemente Nigeria.
Su hábitat natural incluye bosques tropicales o subtropicales secos, bosques tropicales o subtropicales secos y a baja altitud, sabanas secas y húmedas, praderas húmedas o inundadas en algunas estaciones, marismas de agua dulce, corrientes intermitentes de agua dulce y zonas previamente boscosas ahora degradadas.
Está amenazada de extinción por la pérdida de su hábitat natural.